# プレキャスト工法
プレキャスト工法 (プレキャストこうほう)とは、建築手法の一つである。一般にコンクリートの建築物を作る時は、建築現場でその建築物の大きさの型枠を作った後に、その型枠の中にコンクリートを流し込んで作るのであるが、プレキャスト工法では事前に成形されたコンクリート部材（プレキャストコンクリート）を工場生産しておき、その部材を建設現場に運び込んでつなぎ合わせる工法である。
コンクリートの部材は、製作や搬入の都合、現地での作業性や施工規模に合わせて大きさを決定する。ある程度以上のものは複数の部材に分けて接続する。
プレキャスト工法の一番の利点は、季節や天候・職人の技量（腕）などの外的要因によって左右されるコンクリート養生が、工場での理想的な養生環境で行えるため、高品質・高強度のコンクリート部材を安定して製作できることである。
そのほかにも、天候に左右されにくいことや、橋梁などの大型構造物における現場打ち施工では下から順に施工するため、それぞれの部分で充分な呼び強度が出るまで次の部分の施工ができないので日数がかかるところを、各部材の強度が出ればすぐに組み立てられることから工期が短縮できること、鋼製型枠を工場で使いまわし出来ることから、現場での型枠に使用していたベニヤなどの建築廃棄物を大幅に削減できることが利点としてあげられる。その反面、既存の規格に合致した汎用品や、特注の形状であっても大規模な工事で同一形状の部材を大量に使用するなどのように、量産効果によるコストダウンを見込める製品でないと、輸送費などの関係で現場でコンクリートを施工するよりも不経済になることもありうるので、コンクリート建築物のすべてがプレキャストになるというわけではない。
コストは変動するものであり、何らかの事情である特定の地域において生コンクリートの価格が高騰すれば、今までは生コンクリートを使って現場で作っていたものを、工場で作るよう切り替えることも、またその逆もある。
近年目立っているものとしては、2011年の東日本大震災以降、東北地方での復興事業に対応する生コンクリートの需要増を現地付近の工場では賄い切れないため、建造物の設計にプレキャスト工法向きの形態を採用し、遠隔地の工場で製造した部材を船で現地に輸送するという例がある。

## プレキャスト工法と建設業法
日本において、建設企業以外の工場で加工・組立・製造される工場製品については、建設業法の規定が適用されない。そのため、プレキャスト工法で使われるコンクリート部材に起因して建設生産物に不具合が生じた場合に、当該工場製品を生産した企業に対して建設業行政が指導や罰則を課すことはできない。